# Paul Chrétien
Pour les articles homonymes, voir Chrétien (homonymie).
Adrien Paul Alexandre Chrétien (1862 - 1948) est un général de division français dont le nom est associé à la Première Guerre mondiale.

## Biographie
Né à Auxonne (Côte-d'Or) le 12 septembre 1862, il sort de Saint-Cyr en 1883 comme sous-lieutenant au 1er régiment de tirailleurs algériens.
En 1892, il est capitaine au 3e régiment de tirailleurs algériens. À l'entrée en guerre, il est colonel, mais, dès le 19 octobre 1914, on lui confie le commandement par intérim d'une brigade d'infanterie. Le 18 décembre 1914, il est nommé général de brigade, puis général de division le 23 décembre 1915. Il commande le 30e corps d'armée à partir du 19 janvier 1916. Le 26 janvier, il alerte le haut commandement sur l'état déplorable des défenses dans le secteur de Verdun.
Deux fois blessé, d'abord défiguré par une balle qui l'atteignit dans l'oreille droite lors de l'expédition du Tonkin, puis touché au genou le 6 septembre 1914, le général Chrétien est fait commandeur de la Légion d'honneur le 25 mars 1915.
En février 1916, lors du déclenchement de la bataille de Verdun, il commande le 30e corps d'armée, dont le quartier général se situait au fort de Souville.
Il se retire par la suite à Harcourt. En 1932, il devient président de la société libre d'agriculture, sciences, arts et belles-lettres de l'Eure. Membre par ailleurs de la société d'émulation des Côtes-du-Nord.

### Grades
- 24/03/1912 : colonel.
- 18/12/1914 : général de brigade.
- 23/12/1915 : général de division.

### Décorations

#### Décorations françaises
- : grand officier de la Légion d'honneur le 10 décembre 1921
  - Commandeur le 25 mars 1915
  - Officier le 30 décembre 1906
  - Chevalier le 5 juillet 1887
- : Croix de guerre 1914-1918 avec 1 palme.
- : Médaille interalliée 1914-1918.
- : Médaille commémorative de l'expédition du Tonkin.
- : Médaille commémorative de la Grande Guerre.

#### Décorations étrangères
- : Croix de guerre (Belgique).
- : grand cordon de l'ordre de la Couronne d'Italie
  - grand officier
- : Croix du Mérite de la guerre (Italie).
- : Compagnon de l'ordre du Bain (Royaume-Uni)
- : Officier de l'ordre du Nichan Iftikhar (Tunisie) le (28 juillet 1900).

### Postes
- 24 mars 1912 - 19 octobre 1914 : commandant du  39e régiment d'Infanterie de Ligne.
- 19 octobre 1914 - 3 février 1915 : commandant de la 77e brigade d'infanterie.
- 3 février 1915 - 19 janvier 1916 : commandant de la  3e division d'infanterie.
- 19 janvier 1916 - 10 juin 1918 : commandant du secteur Nord de la région fortifiée de Verdun 
  - 21 janvier 1916 : 30e corps d'armée
  - 25 février 1916 : groupement Chrétien
  - 25 février 1916 : 30e corps d'armée
  - 24 janvier 1917 : groupement E
  - 27 mars 1917 : 30e corps d'armée.
- 10 juin 1918 - 23 juin 1918 : en congé de repos.
- 23 juin 1918 - 7 octobre 1918 : en disponibilité.
- 7 octobre 1918 - 10 août 1919 : commandant des troupes alliées d'occupation en Bulgarie.
- 10 août 1919 - 15 septembre 1919 : en disponibilité.
- 15 septembre 1919 - 15 décembre 1919 : en congé de repos.
- 15 décembre 1919 - 3 février 1921 : en disponibilité.
- 3 février 1921 : placé dans la section de réserve.

## Famille
Marié à Jeanne Woitier. Leur fils unique Marcel Adrien (°28 février 1898) meurt au champ d'honneur le 8 août 1918, sous-lieutenant au 3e régiment de zouaves.
Paul Chrétien est l'oncle du général Jean Chrétien (1897-1988) qui fut l'une des grandes figures des services spéciaux de renseignements français pendant la Seconde Guerre mondiale.

## Hommages
- Une rue de Verdun porte son nom.
- Une plaque apposée à hauteur d'un porche, 29 rue Charles-Corbeau à Évreux rappelle qu'il y vécut.